# Jamasita Jositeru
Jamasita Jositeru (Fukuoka, 1977. november 21. –) japán válogatott labdarúgó.
A japán válogatott tagjaként részt vett a 2001-es konföderációs kupán.

## Statisztika
| Japán válogatott | Japán válogatott | Japán válogatott |
| Időszak          | Mérk.            | gól              |
| ---------------- | ---------------- | ---------------- |
| 2001             | 2                | 0                |
| 2002             | 0                | 0                |
| 2003             | 1                | 0                |
| Összesen         | 3                | 0                |